# Piros
Piros (rusky Пирос) je jezero ve Valdajské vrchovině na hranici Tverské a Novgorodské oblasti v Rusku. Má rozlohu 31,2 km². Dosahuje maximální hloubky 11,5 m.

## Vodní režim
Zdroj vody je smíšený s převahou sněhového. Zamrzá na konci listopadu nebo v prosinci a rozmrzá na konci dubna nebo v květnu. Přes jezero protéká řeka Berezajka (povodí Msty). Odtok z jezera je regulovaný přehradní hrází za účelem zvětšení průtoku a zlepšení splavnosti řeky Msty.